# Chrysonotomyia dumasi
Chrysonotomyia dumasi är en stekelart som först beskrevs av Girault 1915.  Chrysonotomyia dumasi ingår i släktet Chrysonotomyia och familjen finglanssteklar. Inga underarter finns listade i Catalogue of Life.